# Trotopera
Trotopera là một chi bướm đêm thuộc họ Geometridae.